# Zamalek Sporting Club (pallacanestro)
Il Zamalek Sporting Club (in arabo: نادي الزمالك لكرة السلة), conosciuto anche semplicemente come Zamalek SC, è una squadra di pallacanestro maschile professionistica con sede a Giza, in Egitto. La squadra di basket fa parte del club polisportivo del Zamalek SC. Il club è membro fondatore e azionista della Federazione cestistica dell'Egitto e partecipa alla Egyptian Basketball Super League (ESL).
Il Zamalek è considerato uno dei club più vincenti della storia dell'Egitto; le sue squadre hanno conquistato 18 campionati nazionali, inclusa una serie di cinque titoli consecutivi. Dal 1937 hanno partecipato a tre diversi campionati nazionali: la Egyptian Kingdom Basketball League (1937–1952), la Egyptian Republic Basketball League (1952–1972) e, dal 1972, la Egyptian Basketball Super League. Il club ha inoltre vinto 13 Coppe d'Egitto, 3 Supercoppe Egiziane, 1 Basketball Africa League e 1 FIBA Africa Clubs Champions Cup.

## Storia
Il club polisportivo nasce il 5 gennaio 1911, sotto l'Occupazione britannica dell'Egitto, con il nome di Kasr-El Nil, dalla denominazione della importante via del Cairo su cui fissa inizialmente la propria sede. Il primo presidente del club fu il belga 
George Merzbach. Il nome della squadra è cambiato frequentemente nel corso del tempo. Dal 1937 al 1941, fu chiamato Faiez International Sports Club (C.I.S.C.), noto anche come El Mokhtalat Club (Corti Miste), e proprio nel 1937 prese inizio la sezione di pallacanestro della polisportiva. Dal 1941 al 1952, Farouk I, re d'Egitto e del Sudan, concesse la sponsorizzazione reale al club, che venne ribattezzato Nady Farouk El Awal (Club Farouk I). Ismail Bak Shirin, appartenente alla famiglia di Mohammed Ali, assunse il ruolo di vicepresidente.
Dopo la rivoluzione egiziana del 1952 venne adottato il nome di Zamalek SC ancora oggi in uso, dal nome del quartiere del Cairo dove si trovava il club. Successivamente il club si trasferì definitivamente in 26 July Street, occupando un'area pari a 140.000 m² e ospitando 24 diverse discipline sportive all'interno della società.
Il Zamalek è stata la prima squadra egiziana a partecipare alla Basketball Africa League, alla FIBA Intercontinental Cup e alla FIBA Africa Clubs Champions Cup. Il club ha partecipato a tutte le edizioni della Egyptian Basketball Super League senza interruzioni fin dalla sua fondazione nel 1972.
Ha conquistato il maggior numero di Coppe d'Egitto e di Supercoppe Egiziane, riuscendo anche a vincere il Double nazionale (campionato e coppa nella stessa stagione) per 7 volte. Inoltre, è l'unica squadra egiziana ad aver vinto il Triplete nazionale per tre volte.
Il Zamalek è stato tre volte vice-campione della FIBA Africa Clubs Champions Cup, ha disputato 5 finali e ha partecipato 7 volte alla Final Four della competizione.
Il primo grande risultato in campo africano fu la partecipazione alle semifinali della FIBA Africa Clubs Champions Cup 1971–72, ma fu negli anni Settanta che il Zamalek lasciò il segno più forte, diventando il primo club egiziano a raggiungere una finale della massima competizione continentale, arrivando secondo per due stagioni consecutive nel 1975 e 1976.
Nell'edizione 1992 della FIBA Africa Clubs Champions Cup, disputato nell'Abdulrahman Fawzi Hall, arena di casa dello Zamalek, la squadra, dopo aver sconfitto in finale i senegalesi del Jeanne d'Arc de Dakar, con il risultato di 83-75, conquistò la sua prima, ed unica, edizione della FIBA Africa Clubs Champions Cup, diventando la prima squadra egiziana a conquistare il titolo.
Il Zamalek è stato in passato invitato a partecipare sette volte alla FIBA European Champions Cup (oggi nota come Euroleague Basketball).
La prima partecipazione avvenne nella stagione 1970-71, durante la quale il club affrontò il Real Madrid Baloncesto nel secondo turno del torneo, uscendo sconfitta dal doppio confronto.
La seconda partecipazione avvenne nella stagione 1974-75, quando il Zamalek affrontò il Slavia VŠ Praha al secondo turno.
La terza partecipazione fu nella stagione 1975-76, in cui il club sfidò il PBC Academic al primo turno.
La quarta partecipazione si verificò nella stagione 1978-79, con il Zamalek inserito nel Gruppo A insieme a Real Madrid Baloncesto, Budapesti Honvéd SE e Klosterneuburg Dukes; il club si classificò quarto nel girone, vincendo una partita.
La quinta partecipazione fu nella stagione 1979-80, con il Zamalek sempre nel Gruppo A, insieme a KK Bosna Royal e BC Levski Sofia.
La sesta partecipazione avvenne nella stagione 1980-81, ancora nel Gruppo A, con avversari come Real Madrid Baloncesto, AS Viganello Basket e Porto; in questa edizione il Zamalek concluse il girone al terzo posto, vincendo due incontri.
La settima e, ad oggi, ultima partecipazione fu nella stagione 1981-82, quando il club fu inserito nel Gruppo C insieme a KK Partizan, Slavia VŠ Praha ed Eczacıbaşı SK; tuttavia, il Zamalek si ritirò dal torneo prima di disputare qualsiasi partita, ponendo così fine alla sua avventura europea.
Il Zamalek ha vinto la Egyptian Basketball Super League 2018-2019 battendo, nelle serie delle finali, gli storici rivali dell'Al Gezira Cairo per 3-2, conquistando il suo primo titolo dopo 11 anni, e qualificandosi così per la stagione inaugurale della Basketball Africa League (BAL). Nel novembre 2020, il club ha annunciato la firma dell'allenatore spagnolo Augustí Julbe come nuovo head coach, proprio in vista della prima stagione della nuova competizione continentale.
Nella Basketball Africa League 2021, il Zamalek conquistò il primo posto del proprio girone, vincendo tutte e tre le partite, accedendo ai playoff; nella fase ad eliminazione diretta la squadra ha battuto ai quarti il FAP Yaoundé, per poi superare in semifinale la squadra dell'Angola del Petro Atlético, per 89-71, conquistando l'accesso per la finale. Nell ultimo atto della competizione il Zamalek si è imposto sui tunisini dell'U.S. Monastir, con il punteggio di 76-63, conquistando la vittoria della prima storica edizione della della BAL.
Il playmaker Walter Hodge venne nominato come primo MVP della storia della BAL, mentre Anas Mahmoud ha ricevuto il premio come Miglior Difensore dell'Anno. Un altro membro di rilievo della squadra è stato il diciottenne Mohab Yasser, che ha iniziato da titolare tutte le partite.
Dopo aver vinto la Egyptian Basketball Super League anche nella stagione 2020-2021, sconfiggendo Al-Ittihad Alessandria in finale, il Zamalek è diventato il club più titolato nella storia della Egyptian Basketball Super League, con un record di 15 titoli.

## Palmarès

### Titoli nazionali
- Egyptian Basketball Super League

Campioni (15; Record): 1973–74, 1974–75, 1975–76, 1976–77, 1977–1978, 1979–80, 1980–81, 1987–88, 1990–91, 1996–97, 1997–98, 2002–03, 2006–07,2018–19, 2020–21
- Egypt Basketball Cup

Campioni (13; Record): 1974-75, 1978-79, 1979-80, 1980-81, 1990-91, 1991-92, 1996-97, 1997-98, 1999-00, 2000-01, 2001-02, 2002-03, 2005-06
- Egyptian Kingdom Championship
Campioni (2): 1948-49,[21] 1949-50[22]
- Egyptian Republic Championship
Campioni (1): 1969-70[23][24][25]

### Titoli continentali
- Basketball Africa League

Campioni (1): 2021
Terzo posto (1): 2022
- FIBA Africa Clubs Champions Cup

Campioni (1): 1992
Secondo posto (3): 1975, 1976, 1998
Terzo posto (2): 1972, 1983

## Organico
Organico per la stagione 2024-2025
|    | Naz.                                  | Ruolo | Sportivo        | Anno | Alt. | Peso |  |
| -- | ------------------------------------- | ----- | --------------- | ---- | ---- | ---- |  |
| 1  | Egitto (bandiera)                     | PG    | Ahmed Azab      | 1995 | 181  | 78   |  |
| 2  | Egitto (bandiera)                     | G     | Mohab Abdalatif | 2002 | 196  | 83   |  |
| 10 | Egitto (bandiera)                     | AG    | Ahmed Yasser    | 2001 | 201  | 99   |  |
| 19 | Stati Uniti (bandiera)                | G     | Kenny Hayes     | 1987 | 188  | 79   |  |
| 44 | Egitto (bandiera)                     | AP    | Omar Hussein    | 1995 | 191  | 88   |  |
|    | Egitto (bandiera)                     | C     | Ahmed Ismail    | 1995 | 218  | 118  |  |
|    | Egitto (bandiera)                     | G     | Omar Azeb       | 2005 |      |      |  |
|    | Egitto (bandiera) · Canada (bandiera) | AP    | Adham Eleeda    | 2002 | 195  | 93   |  |
|    | Egitto (bandiera)                     | C     | Fahmi Fahmi     | 2004 | 208  | 95   |  |
|    | Egitto (bandiera)                     | PG    | Moaz Mohamed    | 2000 | 196  | 94   |  |
|    | Egitto (bandiera)                     | C     | Hazem Elmashad  | 1999 | 206  | 103  |  |

### Staff tecnico
| Ruolo           | Nome         |
| --------------- | ------------ |
| Capo Allenatore | Curro Segura |

## Giocatori

### Giocatori celebri
Locali
- Ahmed Abdelwahab
- Youssef Abou Ouf
- Haytham Elsaharty
- Samir Gouda
- Wael Badr
- Ahmed Hatem
- Omar Hesham
- Mostafa Kejo
- Anas Mahmoud
- Motaz Okasha
- Assem Marei
- Mostafa Meshaal
- Hussain Montassir
- Eslam Salem
- Albert Tadros
- Mohab Yasser
- Haytham El Saharty

Stranieri
- Abdulrahman Saad
- Solo Diabate
- Ike Diogu
- Ndudi Ebi
- Chinemelu Elonu
- Michael Fakuade
- Walter Hodge
- Mikh McKinney
- Édgar Sosa
- O. J. Mayo
- Wayne Arnold
- Sam Hoskin
- Brandon Morris
- D. J. Strawberry
- Kyle Vinales
- Erving Walker
- DeMarco Dickerson

### Premi Individuali BAL
- BAL Most Valuable Player
  -  Walter Hodge (2021)
- BAL Defensive Player of the Year
  -  Anas Mahmoud (2021)
- All BAL First Team
  -  Anas Mahmoud (2021)
  -  Walter Hodge (2021)
  -  Édgar Sosa (2022)
- BAL Sportsmanship Award
  -  Anas Mahmoud (2022)

## Allenatori
- Essam Abdel Hamid: (2008-2009)
- Miodrag Perišić: (2009-2011)
- Essam Abdel Hamid: (2018-2020)
- Tariq Selim: (2020)
- Agustí Julbe: (2020-2021)

- Vangelis Angelou: (2021-2022)
- Will Voigt: (2022)
- Ahmed Marei: (2022-2023)
- Wael Badr: (2023-2025)
- Curro Segura: (2025- in carica)